# Omar Naber
Omar Kareem Naber (Liubliana, República Socialista de Eslovenia, RFS de Yugoslavia, 7 de julio de 1981), conocido simplemente como Omar Naber, es un cantante y compositor esloveno.

## Biografía
Nació en Liubliana, Eslovenia, en ese entonces parte de la República Federativa Socialista de Yugoslavia. Hijo de un dentista de origen jordano y una profesora de música eslovena.
Terminó la escuela secundaria especializándose en farmacia, cosméticos y cuidado de la salud como técnico dental, con miras a seguir la profesión de su padre. 
Comenzó su carrera al ganar el concurso Bitka talentov, la versión eslovena del programa Battle of the Talents, gracias a esto logró grabar su primer álbum. Posteriormente, vino su participación en el programa EMA 2005 donde se alzó con la victoria.

## Carrera

### Festival de la Canción de Eurovisión 2005
Participó con la canción «Stop», escrita por él, en el programa EMA 2005 con la intención de representar a Eslovenia en el Festival de Eurovisión de ese año. Finalmente, obtuvo el primer lugar en la competencia, lo que le dio el derecho de viajar a Kiev, Ucrania para competir por su país. En la semifinal realizada el 19 de mayo, Omar finalizó en el 12° lugar con 69 puntos, quedando fuera de la final.

### 2005 - 2017
Lanzó su álbum debut en 2005, titulado Omar. Al año siguiente, se fue de gira por Eslovenia, y por otros países. En 2007 lanzó Kareem, su segundo álbum de estudio.
En 2009, volvió a participar en el programa EMA para participar en el Festival de la Canción de Eurovisión 2009 con la canción «I Still Carry On», donde obtuvo el 2° lugar.

### Festival de la Canción de Eurovisión 2017
Participó de nuevo en el programa EMA en su edición de 2017 con la canción «On my way» escrita por él, buscando representar nuevamente a su país en el Festival de Eurovisión de ese año. Finalmente, ganaría de nuevo el primer lugar de la competencia con 124 puntos y por tanto el derecho de curiosamente de viajar de nuevo a Kiev luego de haber representado en esa misma ciudad a su país en el año 2005.